# Шаєнкопф
Шаєнкопф (нім. Scheienkopf) — гора в Ліхтенштейні, висотою — 2 159 м. Ця гора належить до гірського масиву Ретікон в Східних Альпах, поблизу австійсько-ліхтенштейнського пограниччя.
Гора розташована в східній частині Ліхтенштейну. На схід від столиці країни — Вадуца, в її підніжжі розкинулася комуна-община Бальцерс (її приавстрійський анклав). Слід відмітити, що вершина гори числиться уже за територією Австрії.